# Ivan Kalagheorghe
Ivan Kalagheorghe (în rusă Иван Х. Калагеорге) a fost un om de stat rus și guvernator al Basarabiei în anii 1816 – 1817.